# Joruma orizabae
Joruma orizabae är en insektsart som beskrevs av Ruppel och Delong 1953. Joruma orizabae ingår i släktet Joruma och familjen dvärgstritar. Inga underarter finns listade i Catalogue of Life.